# Osificación

El hueso es roto por los osteoclastos, y reconstruido por los osteoblastos. Ambos tipos celulares se comunican mediante citoquinas (TGF-β, IGF).

La osificación es el proceso de creación de un nuevo material óseo por las células llamadas osteoblastos. Es sinónimo de formación de tejido óseo. Hay dos procesos para formar tejido óseo normal: la osificación intramembranosa es la formación directa de hueso a partir del tejido conjuntivo primitivo (mesénquima), mientras que la osificación endocondral involucra cartílago como precursor. 
En una fractura que se cura, la osteogénesis endocondral es el proceso mucho más frecuente, como por ejemplo en fracturas de huesos largos tratadas con yeso, mientras que en las fracturas tratadas con reducción abierta y estabilización con placas y tornillos metálicos puede haber osteogénesis intramembranosa.
La osificación heterotópica es un proceso que resulta en la formación de tejido óseo atípico, en un lugar extraesquelético. La calcificación a menudo se confunde con la osificación. La calcificación es sinónimo de formación de sales a base de calcio y cristales dentro de las células y tejidos. Es un proceso que ocurre durante la osificación, pero no viceversa.
Los mecanismos exactos por los que se desencadena el desarrollo del hueso aún no están claros, pero está de cierta forma relacionado con factores de crecimiento y citoquinas.

## Evolución
Se han propuesto varias hipótesis acerca de cómo ha evolucionado el hueso en los vertebrados. Una hipótesis sugiere que el hueso se desarrolló de tejidos que evolucionaron para almacenar minerales. Específicamente, el tejido que almacena minerales de calcio es el cartílago y el hueso es una exaptación evolutiva de ese cartílago calcificado. Sin embargo, otras posibilidades incluyen al tejido óseo como una barrera osmótica, o como una estructura de protección.

## Tipos de osificación
- osificación endocondral
- osificación intramembranosa